# Esteban Serra Colobrans
Esteban Serra Colobrans (1899-1940) fue un anarcosindicalista español.

## Biografía
Nacido en la localidad barcelonesa de Granollers en 1899, de profesión fue fundidor. Llegó a ser militante de la Confederación Nacional del Trabajo. Tras el estallido de la Guerra civil se unió a las milicias anarcosindicalistas. Posteriormente se integró en el Ejército Popular de la República, donde llegó a mandar la 127.ª Brigada Mixta. Al final de la contienda fue capturado por los franquistas y ejecutado en Barcelona en 1940 —otras fuentes señalan que fue fusilado en 1939 en Villanueva y la Geltrú—.